# Promnitz (Zeithain)
Promnitz ist ein rechtsseitig der Elbe gelegener Ortsteil der sächsischen Gemeinde Zeithain im Landkreis Meißen. Der Ort wurde 1185 als Prominiz erstmals erwähnt.

## Geografie

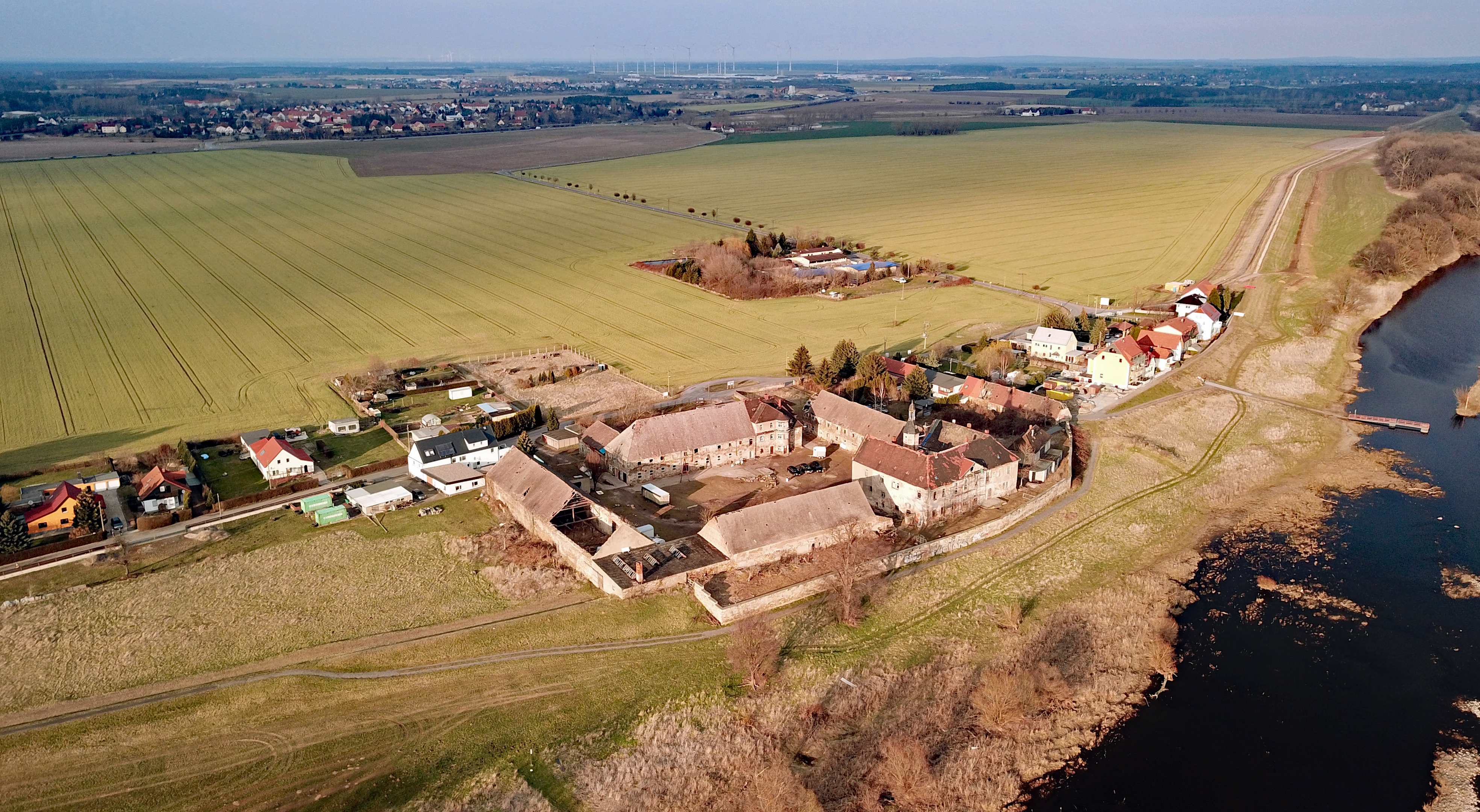
Promnitz aus der Luft

Der Ort liegt direkt an der Elbe zwischen den Orten Moritz und Bobersen am Elberadweg. Um 1900 wurde der Ort als Gutssiedlung mit Häuslerzeile beschrieben und war von einer Gutsblockflur umgeben. Gegenüber von Promnitz mündet die Jahna in die Elbe, was bei Hochwasser nachteilig ist. Der Ort liegt in einem alten Schwemmkegel der Elbe auf einer Hochwasserinsel. Nördlich von Promnitz verläuft die Bundesstraße 169, die über eine Nebenstraße erreicht werden kann. Über diese Straße ist Promnitz mit Riesa verbunden; die Stadt liegt gegenüber von Promnitz auf der anderen Elbseite und kann auch mit einer Personenfähre erreicht werden.

## Geschichte
Der Name des Ortes weist auf einen Fährort hin und ist von dem altsorbischen Wort Prom abgeleitet, was Fähre bedeutet. Der Ortsname war mehrmals Änderungen unterzogen, so wurde Promnitz im Jahr 1186 Prominiz genannt, 1234 Promniz, 1272 Promeniz, 1474 Promnicz, 1519 forberg Kleinpromnitz, 1540 Groß Bromsdorff, 1551 Vberbromnitz und Groß- und Ober- oder Klein-Promnitz im Jahr 1696. Erst im Jahr 1791 hatte sich die heutige Schreibweise des Ortsnamens durchgesetzt.
Promnitz war ursprünglich als Fischerort 1185 im Besitz des Klosters Riesa. Im Jahr 1197 wird erstmals die Fähre erwähnt. Im Jahr 1272 wird ein Herrensitz erwähnt, der vermutlich im Bereich des Schlosses lag und Hermannus de Promeniz gehörte. Um 1324 existierte eine Taberne im Ort, es gab zwei Vorwerke, von denen eines dem Kloster Riesa gehörte und das andere einem Feudalherrn aus dem Adelsgeschlecht derer von Promnitz. Der Ort ist unterteilt in Groß- oder Oberpromnitz und in Klein- oder Niederpromnitz. 1432 bis 1699 gehört Niederpromnitz der Familie von Köckeritz. Der ursprünglich nach Riesa gepfarrte Ort gehörte ab 1555 zur Kirche Röderau. 1594 gehörten zu Groß-Promnitz 4 Häuser und zu Klein-Promnitz 5 Häuslein und Weinberge. Mitte des 16. Jahrhunderts waren beide Vorwerke Rittergüter und gelangten 1626 endgültig in eine Hand. 1625 zerstörte ein Hochwasser den kleinen Werder, der noch im alten Flussbett im Umfang von einem halben Acker Nutzland vorhanden war. Das heutige dreiflügelige Schloss entstand 1604 über einem älteren Vorgängerbau.
Die Pest wütete auch in Promnitz. Im Jahr 1632 starben in der Parochie Zeithain 117 Menschen an der Pest, 1633 starben allein in Promnitz 24 Menschen an dieser Krankheit.
Im Jahr 1651 hatte Promnitz unter Hochwasser zu leiden. 1667 existierte in Promnitz eine Schiffmühle, die noch 1773 als eingängige Schiffmühle bestand. Ab 1696 gehörte Promnitz zum Amt Großenhain. Ab 1717 ist die Familie von Wolfersdorff Besitzer auf Promnitz.
1728 wurde der mittlere Flügel des Schlosses durch Friedrich Albrecht von Wolfersdorff im Stil des Barock umgebaut.

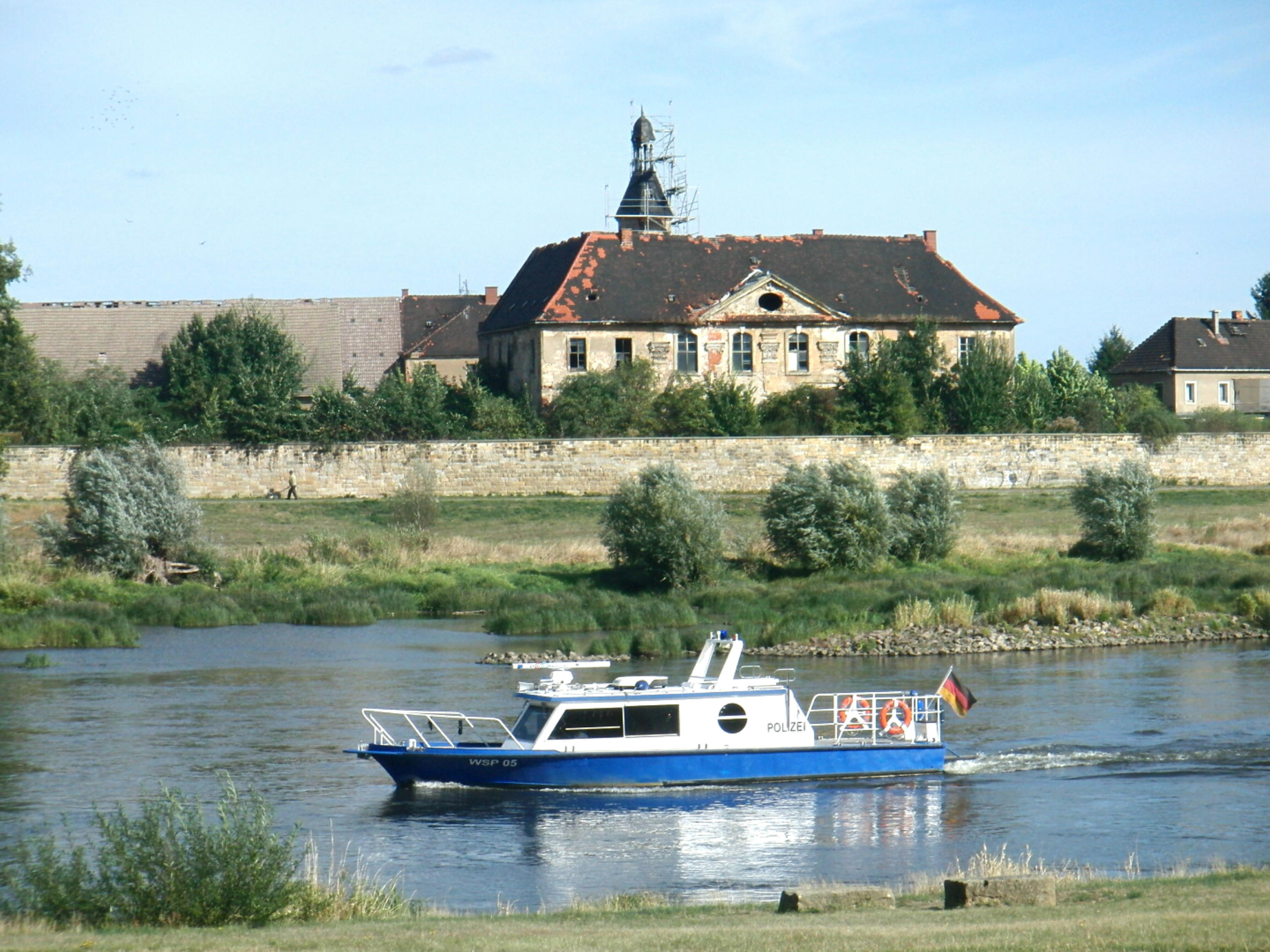
Schloss Promnitz

Vom 20. Mai bis 29. Juni 1730 fand bei Streumen das Lustlager von Zeithain statt. Zwischen Moritz und Promnitz wurden Tribünen errichtet, damit die Zuschauer bequem die Schiffsparade und das große Feuerwerk beobachten konnten. August der Starke selbst hat, an einem Fenster des Festsaals des Promnitzer Schlosses stehend, sich am 24. Juni am gewaltigen, fünfstündigen Feuerwerk auf der Elbe erfreut. Mehrere Monate zuvor hatten 200 Zimmerleute begonnen, aus 18.000 Holzstämmen und ebenso vielen Brettern ein „80 Ellen hohes und 200 Ellen breites“ Gerüst auf der Riesaer Flussseite, gegenüber dem eigens hierfür umgebauten Promnitzer Schloss aufzubauen, das mit 6000 Ellen Leinwand bespannt und bemalt wurde, um einen Feen-Palast darzustellen. Die Illumination erfolgte durch 400 Zimmerleute. Neben dem Feenpalast befanden sich unter anderem 60 Kanonen zum Böllern, 48 Mörser zum Leuchtkugel-Werfen, 80 Raketenkästen und 24 große Feuerräder. Zu gleicher Zeit segelte eine bis an die Mastbaumspitzen illuminierte Flotte, von feuerspeienden Walfischen und Delphinen angeführt, an den in Pavillons versammelten hohen Gästen vorbei, deren Ruhm und Glanz von der königlichen Kapelle auf dem Hauptschiff mit Lobgesängen gepriesen wurde.
Bei demselben Anlass offenbarte der preußische Kronprinz Friedrich, der während der Manövertage in heftigen Streit mit seinem Vater, dem Soldatenkönig Friedrich Wilhelm I. geraten war, seinem Freund Hans Hermann von Katte auf Schloß Promnitz den Plan, nach Frankreich zu fliehen, um sich der Erziehungsgewalt seines strengen Vaters zu entziehen. Katte versuchte zwar, ihn davon abzuhalten, unterstützte aber den erfolglosen Fluchtversuch aus dem Reisequartier in Steinsfurt Anfang August schließlich doch und wurde dafür im November 1730 vor Friedrichs Augen hingerichtet.
Von 1746 bis 1832 ist die Familie von Thielau im Besitz des Ortes. 1808 bestand Promnitz aus einer Schenke, fünf Erbhäusern, einem Erbhaus mit Garten und einem Haus mit Gärtchen. Während der Befreiungskriege lagerte am 29. September 1813 die Avantgarde des preußischen von Blücherschen Corps unter Gebhard Leberecht von Blücher zwischen Zeithain und Röderau und es kam zu Plünderungen in den umliegenden Orten. Im März 1830 brach wegen starkem Eisgang der Damm bei Promnitz und ein Haus wurde komplett weggerissen. Der damalige Elbdamm hatte noch nicht das heutige Aussehen, es war nur ein kleinerer Schutzdamm vorhanden, den 1821 der Promnitzer Besitzer von Thielau hatte bauen lassen. Der Ort war manchmal auch bei kleineren Hochwassern komplett vom Wasser umschlossen und wochenlang von der Außenwelt abgeschnitten. Der Bau der Eisenbahnbrücke bei Riesa verschlimmerte das Problem noch, da sich im Winter das Eis an den Brückenpfeilern staute.
Um 1840 bestand Promnitz aus neun Häusern und dem Schloss. Die Einwohner lebten überwiegend von der Schifffahrt. Zwei Einwohner durften eine Kahnfähre betreiben, außerdem lebten im Ort ein Schneider, ein Fleischer und ein Maurer. Im Jahr 1855 brach erneut der Elbdamm bei Promnitz wegen starkem Eisgang auf der Elbe.
Zwischen 1856 und 1875 gehörte Promnitz zum Gerichtsamt Riesa, danach zur Amtshauptmannschaft Großenhain. 1862 brach erneut der Elbdamm, diesmal in großer Ausdehnung. Nach diesem Dammbruch wurde der jetzige Elbdamm zwischen Moritz und der Landesgrenze errichtet, der die Dörfer viel besser schützt.
Zeitweilig kam die briefadelige Familie von Schimmelmann in den Besitz von Schloss Promnitz und Gut. Ein Vertreter der jüngeren Generation war der spätere Generalleutnant Ernst Joseph Graf von Schimmelmann (1859–1931).
Im Jahr 1925 waren 163 Einwohner von Promnitz evangelisch-lutherisch, 4 Einwohner waren katholisch und 2 Einwohner gehörten anderen Konfessionen an. Im besonders strengen Winter 1928/1929 fror die Elbe ganz zu. Vom Promnitzer Fährmann wurde ein abgesteckter Fußweg angelegt, über den die Elbe vom 12. Februar 1929 bis Mitte März zu Fuß überquert werden konnte.

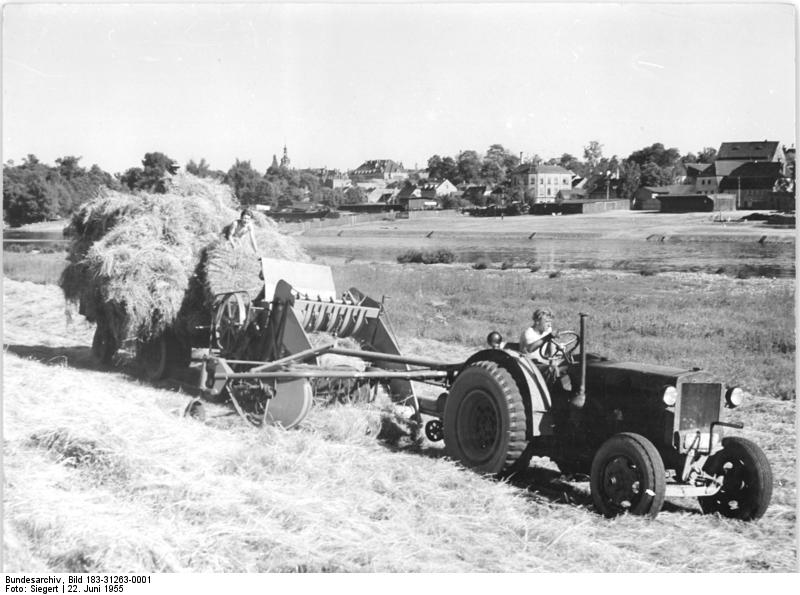
Heuernte 1955 auf den Elbwiesen

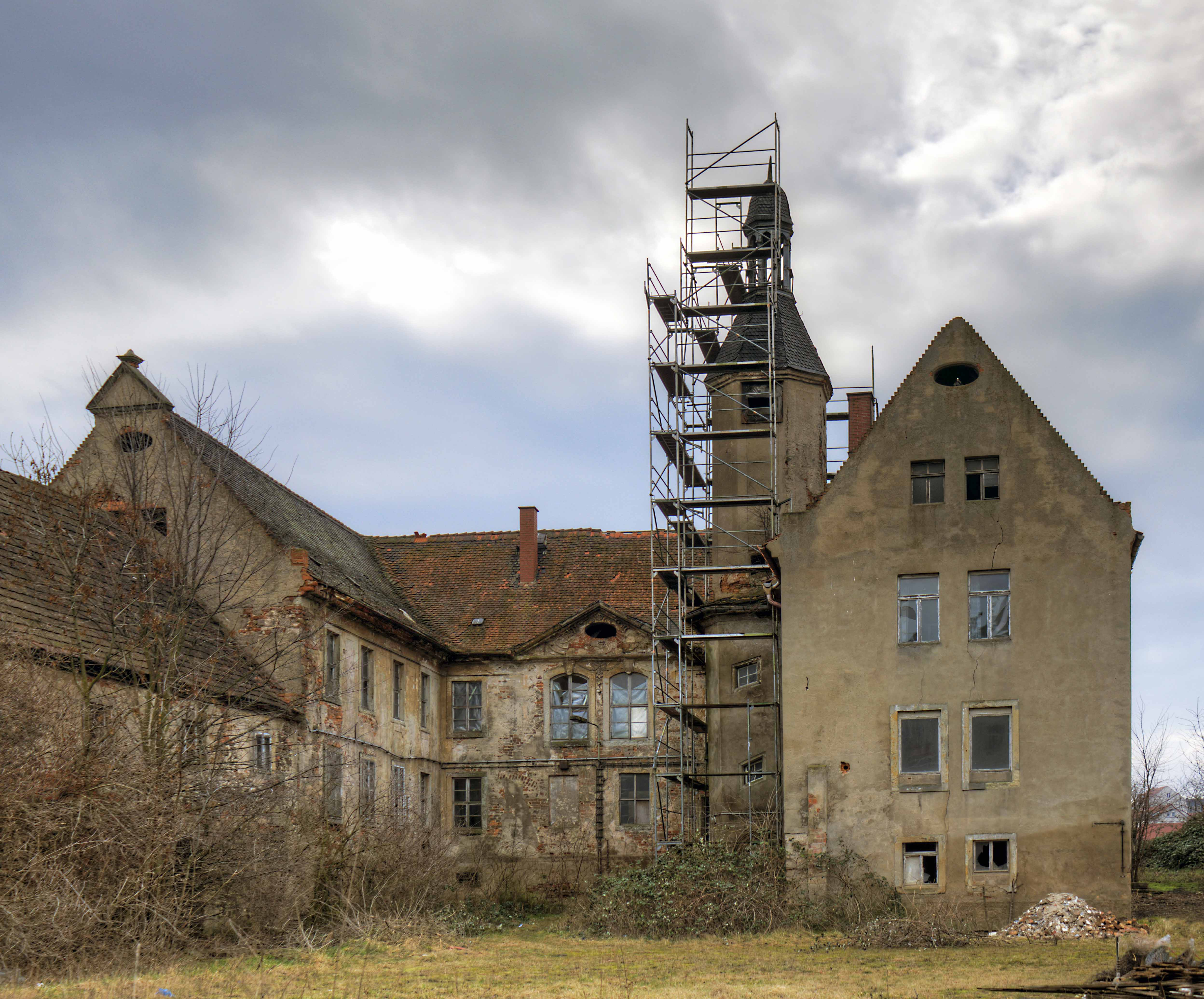
Das heute leerstehende Barockschloss

1938 wurde Promnitz nach Röderau eingemeindet.
Sachsen kam nach dem Zweiten Weltkrieg in die Sowjetische Besatzungszone und später zur DDR. Das bäuerliche Leben im Ort wurde nach dem Prinzip der Landwirtschaft in der DDR ausgerichtet. Die 161 Hektar Rittergutsland wurden 1945 nach der Enteignung der Dresdner Bankiersfamilie Rudolph, die das Gut seit 1873 besaß, an 14 Neubauern aufgeteilt. Die Gebietsreform 1952 ordnete Promnitz dem Kreis Riesa im Bezirk Dresden zu. In den 1950er Jahren schlossen sich die Bauern von Promnitz in der LPG Elbflur Röderau-Promnitz zusammen, die später in der LPG Einheit Röderau aufging. Das Schloss wurde in Wohnungen aufgeteilt und die Nebengebäude von der LPG genutzt.
Nach der Deutschen Wiedervereinigung kam Promnitz zum wiedergegründeten Freistaat Sachsen. Die folgenden Gebietsreformen in Sachsen ordneten den Ort 1996 dem Landkreis Riesa-Großenhain und 2008 dem Landkreis Meißen zu. 1996 verkaufte die Treuhand das Schloss an einen "Investor", der es jedoch verfallen ließ.
In der jüngeren Geschichte wurde Promnitz beim Jahrhunderthochwasser 2002 schwer getroffen. Am 16. August 2002 brach der Elbdamm zwischen Moritz und Promnitz und verursachte große Schäden in Promnitz und den umliegenden Dörfern. In kurzer Zeit lief die Niederung zwischen Röderau, Promnitz und Moritz voll. Auch das Schloss war betroffen und steht seitdem leer. Der restliche Damm wurde überströmt, da er niedriger als der Wasserstand war. Von 16 Grundstücken wurden nach dem Hochwasser 14 Grundstücke als unbewohnbar eingestuft. Unter großen Anstrengungen richteten die Promnitzer ihre Häuser wieder her.
Im Jahr 2013 war Promnitz erneut vom Hochwasser betroffen, wieder wurde der Damm überspült und brach am 6. Juni 2013.
Erneut waren für die Anwohner große Schäden zu beseitigen. 2013 gründete sich ein Kultur- und Schlossverein Promnitz, der mit der baulichen Notsicherung des verfallenden Schlosses begann; 2017 konnte die dabei engagierte Familie v. Wolffersdorff das Schloss zurück erwerben.

### Bevölkerungsentwicklung
Die Bevölkerungszahl stieg seit dem Mittelalter ständig an und hatte 1925 das Maximum erreicht. Seitdem sinkt die Einwohnerzahl wieder. Im Jahr 2013 lebten noch etwa 35 Einwohner im Ort. Wegen der letzten beiden Hochwasser hat ein großer Teil der Einwohner den Ort verlassen.
| Jahr | Einwohner    |
| ---- | ------------ |
| 1551 | 8 Inwohner   |
| 1764 | 17 Häusler   |
| 1834 | 110          |
| 1871 | 140          |
| 1890 | 167          |
| 1910 | 155          |
| 1925 | 169→ Röderau |